# Allenjoie
Allenjoie är en kommun i departementet Doubs i regionen Bourgogne-Franche-Comté i östra Frankrike. Kommunen ligger i kantonen Étupes som tillhör arrondissementet Montbéliard. År 2022 hade Allenjoie 735 invånare.

## Befolkningsutveckling
Antalet invånare i kommunen Allenjoie
Referens:INSEE